# Polycladida
I policladi sono un ordine appartenente alla classe dei turbellari, phylum platelminti (vermi piatti).
Sono definiti policladi per la presenza di più (poli) clade. Sono animali per lo più marini, predominano le forme bentoniche spesso dalle colorazioni variopinte.

## Sostegno e locomozione
Il sostegno del corpo è fornito dalle proprietà idrostatiche del parenchima, dall'elasticità della parete corporea e dalla muscolatura del corpo.
Alla base della locomozione vi è il movimento cigliare, grazie anche al muco che fornisce materiale lubrificante per l'avanzamento. 
I grandi policladi marini nuotano compiendo ondulazioni dorso-ventrali dei margini laterali del corpo.

## Risposta agli stimoli
Il sistema nervoso è costituito da un anello cefalico bulinato da cui si dipartono i cordoni nervosi che si estendono in direzione posteriore lungo tutto il corpo. Le cellule sensoriali sono distribuite in tutto il corpo, ma maggiormente concentrate nella parte anteriore. Come organi di senso i policladi sono dotati di ocelli a coppa fotosensibili.

## Nutrizione e digestione
Sono dotati di una faringe con robusta muscolatura che può essere ospitata nella cavità faringea ed estroflessa al momento della nutrizione. In genere questi organismi circondano il corpo delle prede di muco secreto dalle ghiandole epidermiche, quindi evertono la faringe che avvolge o penetra nel cibo. 
Molto spesso collegate con il tubo faringeo vi sono ghiandole secernenti enzimi digestivi, così il cibo viene digerito prima di raggiungere l'intestino. L'intestino ha molte diramazioni.

## Riproduzione e sviluppo
I policladi come tutti i turbellari sono animali ermafroditi nei quali si è sviluppato un apparato riproduttore con vie genitali anche con tratti differenziati e con ghiandole annesse. La riproduzione dunque avviene sia per via asessuale che per via sessuale. 
Quest'ultima si basa su una modalità di fecondazione incrociata, con l'inserzione dell'organo maschile nell'atrio femminile, dove avviene la fecondazione, contemporaneamente nei due esemplari interessati. Il sistema riproduttore femminile è caratterizzato da un organo che produce uova entolitiche di dimensioni relativamente grandi e materiale vitellino detto germovitellario. 
A fecondazione avvenuta si hanno una serie di stadi di trasformazione dello zigote fino al raggiungimento della larva, larva di Müller. Una forma larvare natante cigliata con otto lobi epidermici.